# Capparidastrum huberi
Capparidastrum huberi är en kaprisväxtart som beskrevs av Hugh Hellmut Iltis och Cornejo. Capparidastrum huberi ingår i släktet Capparidastrum och familjen kaprisväxter. Inga underarter finns listade i Catalogue of Life.